# Altools
Altools er en række forskellelige værktøjer udviklet af firmaet ESTsoft. Altools er gratis computerprogrammer som frit kan hentes på deres hjemmeside.
I rækken af Altools findes:
- ALZip – Et komprimerings- og arkiveringsprogram
- ALFTP – En FTP klient til håndtering af FTP-servere
- ALSee – En billedfremviser og simpelt redigeringsprogram
- ALPass – Et sikkert program at gemme sine koder til hjemmesider
- ALSong – En MP3-afspiller med mulighed for at vise real-time sangtekster
- ALShow – En film afspiller som automatisk henter codecs til filmene